# قائمة البعثات الدبلوماسية في غانا

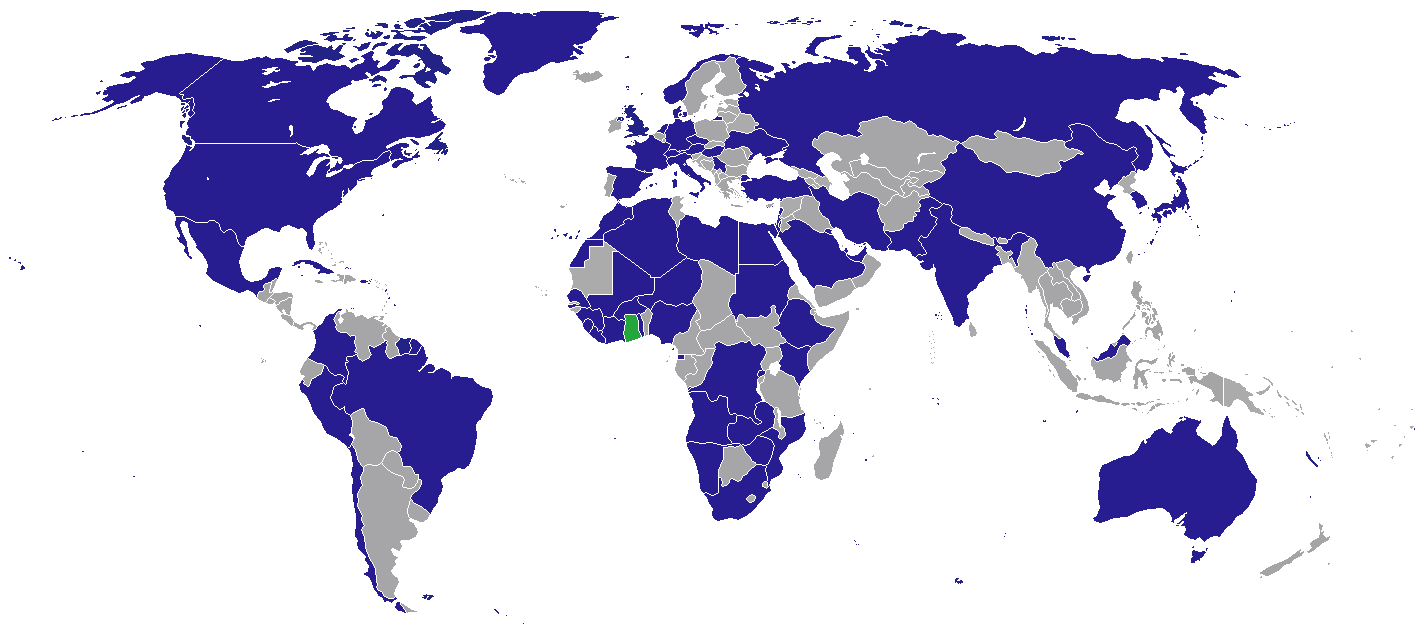
خريطة البعثات الدبلوماسية في غانا

قائمة البعثات الدبلوماسية في غانا، تستضيف حالياً العاصمة الغانية أكرا 58 سفارة.

## سفارات فيأكرا

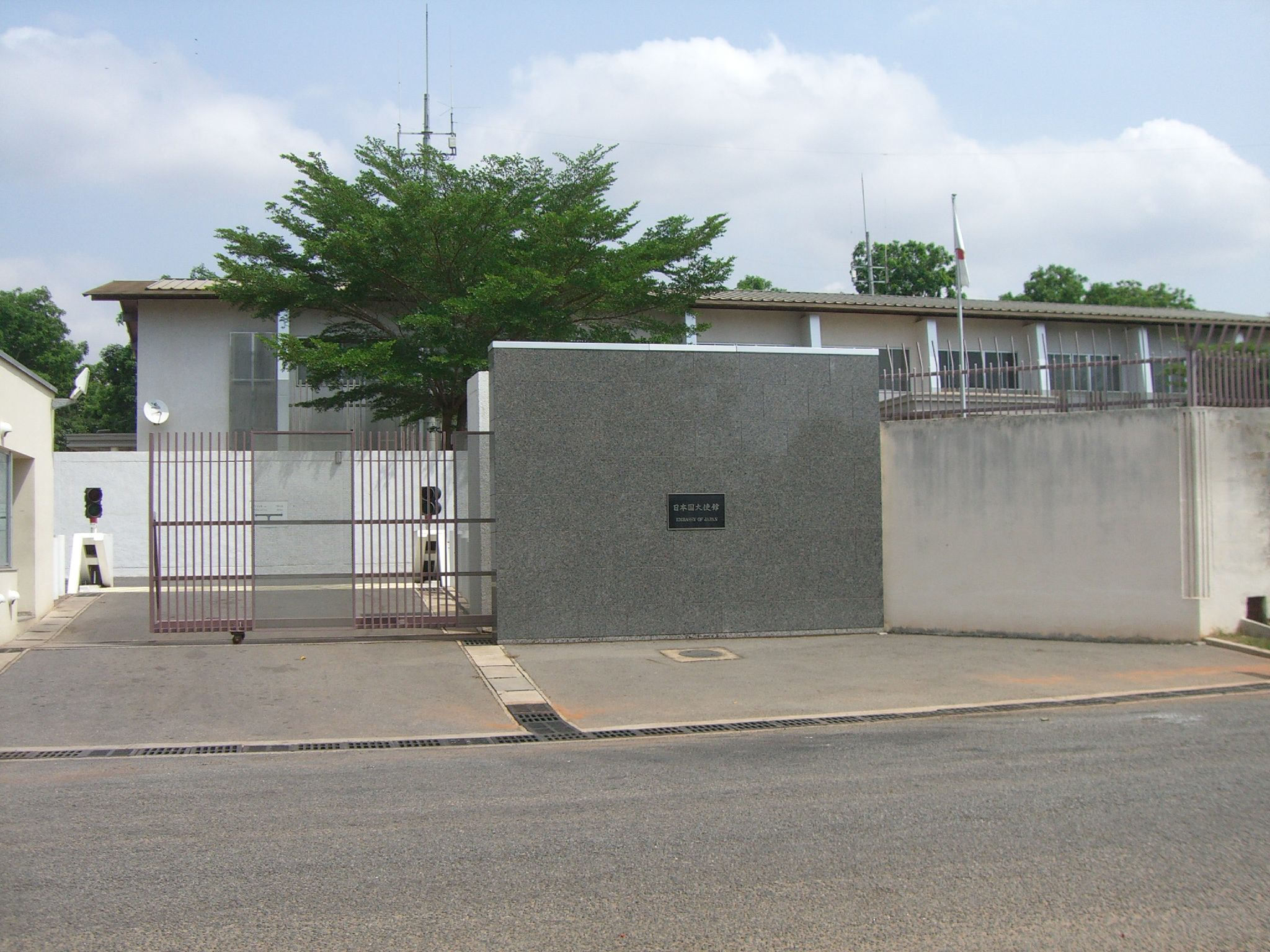
سفارة اليابان في أكرا

| - الجزائر - أنغولا - أستراليا - بنين - البرازيل - بوركينا فاسو - كندا - تشيلي - الصين - كولومبيا - ساحل العاج - كوبا - التشيك - الدنمارك - مصر - غينيا الاستوائية - إثيوبيا - فرنسا - غامبيا - ألمانيا | - غينيا - Holy See - المجر - الهند - إيران - إسرائيل - إيطاليا - اليابان - الكويت - لبنان - ليبيريا - ليبيا - ماليزيا - مالي - المكسيك - المغرب - هولندا - ناميبيا - النيجر - نيجيريا | - النرويج - فلسطين - بيرو - روسيا - Sahrawi Republic - السعودية - السنغال - سيراليون - جنوب أفريقيا - كوريا الجنوبية - جنوب السودان - إسبانيا - السودان - سويسرا - توغو - تركيا - المملكة المتحدة - الولايات المتحدة |

## مكاتب منظمات دولية
- European Union (وفد)

## سفارات غير مقيمة
المعظم في أبوجا باستثناء بعض الدول
| - الأرجنتين - النمسا - بلجيكا (أبيدجان) - الكاميرون (أبيدجان) - بوتسوانا (Windhoek) - بلغاريا - كرواتيا (لندن) - قبرص (القاهرة) - فنلندا - اليونان - إندونيسيا - جمهورية أيرلندا - ليسوتو (طرابلس) - مالطا (فاليتا) | - نيوزيلندا (لندن) - الفلبين - بولندا - البرتغال - رومانيا - صربيا - سنغافورة (سنغافورة) - سلوفاكيا - السويد - تنزانيا - Trinidad & Tobago - أوكرانيا - أوروغواي (بريتوريا) - فيتنام |

## وصلات خارجية
- Ministry of Foreign Affairs of Ghana
- Heads of diplomatic missions in Ghana
- Diplomatic Missions in Ghana